# Dunkleosteus
Dunkleosteus ("Dunkleova kost") byl rod pancířnatých ryb žijících v období prvohorního devonu. 

## Popis
Některé druhy dosahovaly dle původních odhadů délky až kolem deseti metrů a vážily zhruba tři až čtyři tuny. Novější odhad výrazně snižuje tyto rozměry na pouhých asi 3 až 5 metrů (největší dochovaný exemplář měl být přitom dlouhý asi 4,1 metru).
Dunkleosteové byli vrcholovými predátory devonských moří. Neměli zuby, ale jejich čelisti byly opatřeny ostrými kostěnými výčnělky. Při skusu dokázali podle odhadů vyvinout sílu asi 6000 až 7400 newtonů. Hlavu a hruď měli krytou masivními krunýři spojenými pohyblivým kloubem. Rod dostal svůj název podle paleolontoga Davida Dunklea, působícího v clevelandském muzeu.

## V populární kultuře
V květnu 2019 byl tento prvohorní mořský obratlovec zvolen státní fosilií amerického státu Ohio.

## Dosud známé druhy
- Dunkleosteus terrelli
- Dunkleosteus belgicus
- Dunkleosteus denisoni
- Dunkleosteus marsaisi
- Dunkleosteus magnificus
- Dunkleosteus missouriensis
- Dunkleosteus newberryi
- Dunkleosteus amblyodoratus
- Dunkleosteus raveri
- Dunkleosteus tuderensis[4]